# Ray Stantz
Il dottor Raymond "Ray" Stantz è un personaggio immaginario apparso per la prima volta nel film Ghostbusters - Acchiappafantasmi (1984) e nei suoi sequel Ghostbusters II (1989), Ghostbusters: Legacy (2021) e Ghostbusters - Minaccia glaciale (2024). Raggiunse anche la popolarità con la serie televisiva a cartoni animati The Real Ghostbusters, spin-off del film. È interpretato da Dan Aykroyd nei tre film, e doppiato in italiano da Sergio Di Giulio sia nei film che nella serie animata. Assieme ai dottori Peter Venkman ed Egon Spengler, è uno dei tre componenti originali del gruppo dei Ghostbusters.

## Biografia del personaggio
Raymond, per gli amici Ray, è nato nel Bronx il 1º luglio del 1952, spostandosi in seguito con la famiglia a Morrisville. In gioventù, ha una storia d'amore con una certa Elaine, di cui però non si hanno altre notizie in merito. Con lui, vivono sua zia Lois e suo zio Andrew MacMillan, originario di Dunkeld, Scozia. Ha anche una cugina, Samantha Stantz. Successivamente, svolse il servizio militare come pilota, vincendo una gara nel 1976. 
È un esperto di storia del paranormale, di metallurgia e di ingegneria meccanica. Ray è caratterizzato da un entusiasmo quasi infantile nel suo lavoro e dalla sua schietta accettazione del paranormale. Di conseguenza, il collega Peter Venkman lo ha definito "il cuore degli Acchiappafantasmi" una volta durante il primo film. Si definisce agnostico come risulta dalla risposta alla domanda rivoltagli nel primo film della serie dall'amico Winston Zeddemore "Credi in Dio?" e Ray risponde "Mai incontrato". Tuttavia, ha una notevole conoscenza della Bibbia al punto da arrivare a citarla a memoria ("Ricordo l'Apocalisse, 7:12" — circa la fine del mondo, passo che in realtà è posto però al 6:12). Come rivelato in Ghostbusters: Il videogioco, Ray ha frequentato per qualche tempo il seminario, considerando quindi la carriera ecclesiastica ad un certo punto della sua vita. Ray è noto per le sue spiegazioni estese ed eccessivamente tecniche di fenomeni scientifici e paranormali. Ray, insieme ad Egon, è responsabile dell'introduzione delle teorie degli Acchiappafantasmi e della progettazione e costruzione dell'attrezzatura utilizzata per catturare e contenere i fantasmi. Nel secondo film, viene rivelato che entrambi amano i cibi da asporto come la pizza e la cucina asiatica, greca e messicana.
Nel romanzo di Ghostbusters si dice che Ray ha una sorella bisessuale con una figlia e un fratello macho con due figli alla scuola militare. Il padre di Ray era un dottore, sparito misteriosamente insieme alla moglie in un volo aereo.
Anni dopo Egon se né andò con gran parte della loro attrezzatura senza dare spiegazioni e Ray non riuscì a perdonargli ciò perché riteneva che l'amico avesse abbandonato lui e i suoi amici e successivamente la squadra si sciolse e ognuno dei membri prese strade diverse e Ray non provò mai a contattare Egon e rimase successivamente a gestire la sua occultoteca rimanendo depresso e infelice ma anni dopo con sorpresa viene contattato da Phoebe la nipote di Egon che gli spiega cosa è accaduto al suo amico e qui Ray racconta come la squadra si è divisa dopo la partenza di Egon ma quando la ragazzina gli fa capire che il mondo è in pericolo Ray preso da uno strano timore decide di radunare la squadra e va a Summerville per affrontare il pericolo scoprendo che Gozer è risorto e decide di affrontarlo insieme ai vecchi compagni con Phoebe e assieme a loro si unisce lo spettro di Egon per aiutare i suoi vecchi amici e dopo una dura lotta riescono a sconfiggere Gozer per sempre. Vinta la battaglia Ray si scusa con Egon per non aver avuto fiducia in lui e dopo essersi riconciliato con l'amico riporta Phoebe e il resto della famiglia di Egon a New York e riapre con l'aiuto finanziario di Wiston la società degli Acchiappafantasmi facendo tornare tutto come un tempo tornando felice.
L'attore Aykroyd è comparso anche in un cameo nel ruolo di Ray Stantz nel film Casper (1995).
Dan Aykroyd ritorna nel suo stesso ruolo nel nuovo film del 2021, intitolato Ghostbusters: Legacy, vero sequel dei primi due film originali.